# Jorge de Montemayor

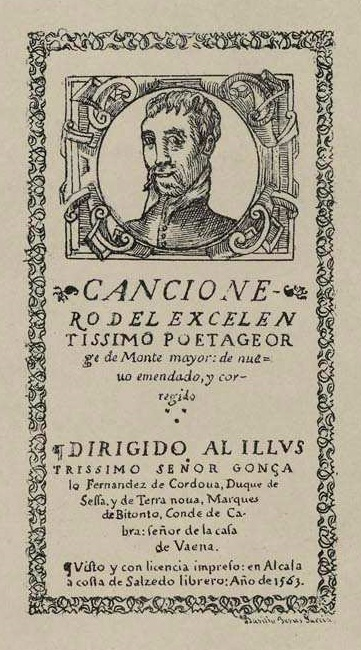
Jorge de Montemayor. Retratos de autores españoles sacados en fac-simile de antiguas ediciones de sus obras, Sevilla, 1869.

Jorge de Montemayor, en portugués original, Jorge de Montemor (Montemor-o-Velho, Portugal, h. 1520-¿Piamonte?, Italia, h. 1561) fue un escritor portugués en lengua española.

## Biografía
Como nombre adoptó el de su lugar de nacimiento, Montemor-o-Velho, cerca de Coímbra. Se ha especulado sobre su origen judío, pero no hay nada probado.[cita requerida] Fue músico en las cortes de Portugal y de Castilla. Estuvo primero al servicio de María, hija de Juan III de Portugal y futura esposa de Felipe II, como cantante. Más adelante pasó a la corte de Juana, infanta de Castilla, hija de Carlos I, como cantor contrabajo primero, y luego, tras el matrimonio de la infanta con el príncipe don Juan de Portugal, hijo de Juan III, como aposentador. Cuando falleció don Juan, en 1554, Montemayor regresó con la infanta viuda a Castilla. Por entonces publicó su Cancionero (Amberes, 1554), cuyos versos devotos no gustaron a la Inquisición. Con el séquito de Felipe II estuvo en Flandes, y posiblemente también en Inglaterra. Se sabe que estuvo también en Valencia al servicio de Juan Castellá, barón de Bicorp y Quesa, así como de Gonzalo Fernández de Córdoba, duque de Sessa. Los últimos años de su vida los pasó en el Piamonte. Se piensa que murió asesinado por un amigo en una reyerta causada por un asunto de celos.
Su obra más importante es Los siete libros de la Diana, impresa por primera vez en Valencia y en Milán hacia 1559. Esta obra, que combina el verso y la prosa, es la primera novela pastoril de la literatura en lengua castellana y ejerció una gran influencia en las letras del siglo XVI. Fue pronto traducida al francés, al inglés y al alemán.

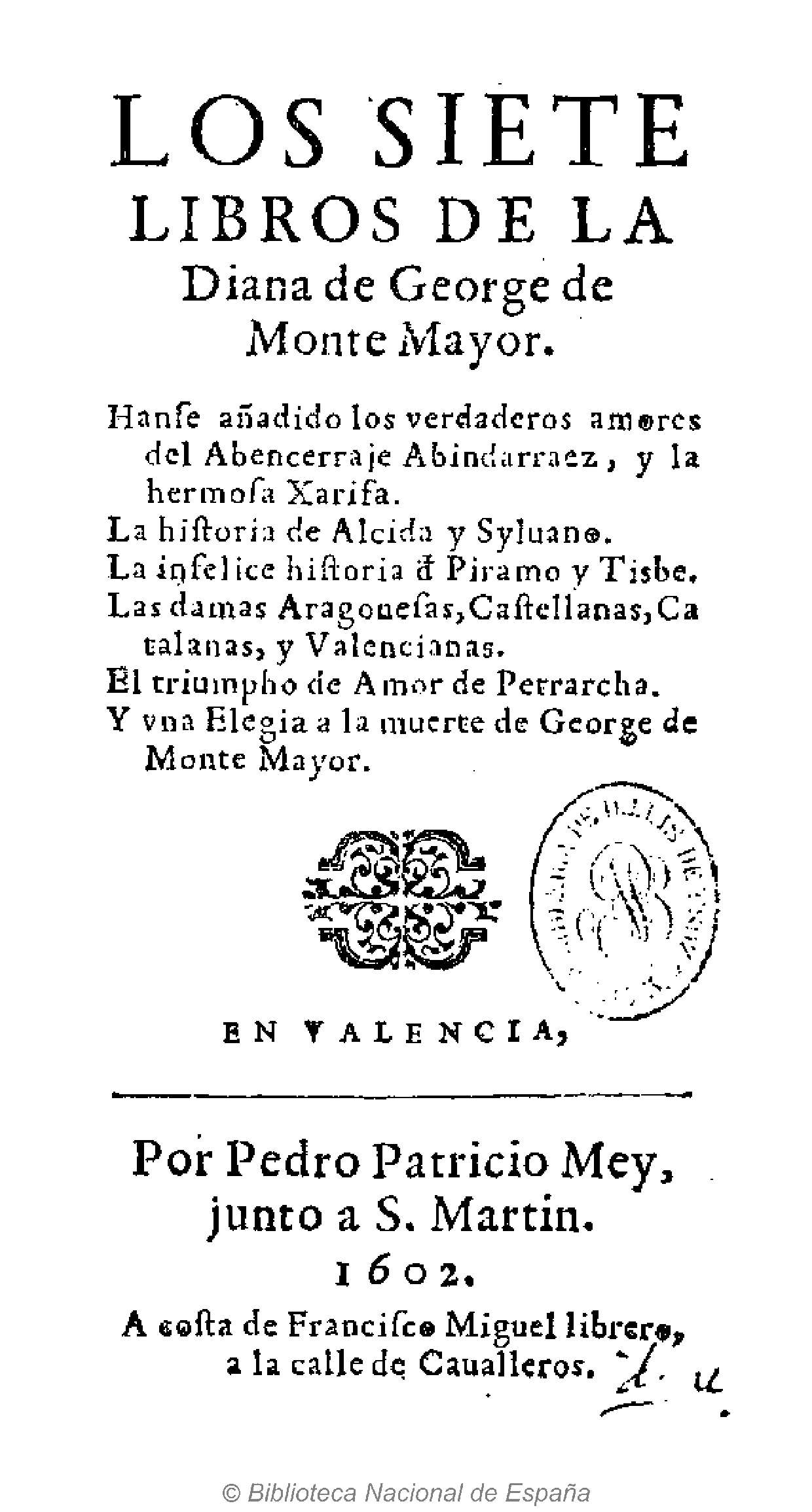
Los siete libros de la Diana de George de Monte Mayor.

Según el propio autor, el planteamiento de la obra es como sigue:

En los campos de la principal y antigua ciudad de León, riberas del río Esla, hubo una pastora, llamada Diana, cuya hermosura fue extremadísima sobre todas las de su tiempo. Esta quiso y fue querida en extremo de un pastor, llamado Sireno; en cuyos amores hubo toda la limpieza y honestidad posible. Y en el mismo tiempo, la quiso más que a sí otro pastor llamado Sylvano, el qual fue de la pastora tan aborrecido que no había cosa en la vida a quien peor quisiese. Sucedió, pues, que como Sireno fuese forzadamente fuera del reino, a cosas que su partida no podía excusarse, y la pastora quedase muy triste por su ausencia, los tiempos y el corazón de Diana se mudaron; y ella se casó con otro pastor llamado Delio, poniendo en olvido al que tanto había querido. El cual, viniendo después de un año de ausencia, con gran deseo de ver a su pastora, supo antes que llegase como era ya casada.
Citado desde Alborg, Juan Luis: Historia de la literatura española. Tomo I: Edad Media y Renacimiento.

La trama se complica después con la intervención de otros personajes, entre los que hay gigantes, ninfas y sabios, muy del gusto de la literatura cortesana de la época. Los conflictos amorosos se narran con amenidad y encanto, pero tan falsamente que nada recuerda en la obra los episodios reales de la vida. Los pastores son cortesanos cultos que hablan un lenguaje selecto y discurren como si fuesen aristócratas poseedores de una vasta erudición caballeresca, galante y mitológica. En el ambiente y en los hechos, acaso alusivos a otros de la época, nada hay de real, y menos aún en el pasaje del palacio de las ninfas donde la maga Felicia, agasajando a todos, les da a beber un agua misteriosa que cambia sus inclinaciones. La prosa de la Diana, como se conoce abreviadamente el libro, es admirable y son muy bellas algunas de las quintillas dobles que intercala en la obra y el «Canto de Orfeo» con el elogio de las damas de la Corte y de Valencia. Sin embargo la prosa suele ser muy superior a las poesías que suele interpolar. Sus modelos son la Arcadia de Jacopo Sannazaro y Menina e moça de Bernaldim Ribeiro, cuya producción tiene un dejo melancólico y una delicadeza que casi faltan en la escrita en castellano. Montemayor imita a Mateo Bandello, a Petrarca y otros; hace una especie de crónica de las costumbres de la época y describe los gustos de la sociedad de entonces que, sintiéndose muchas veces reflejada, lee con entusiasmo su obra, que fue continuada años más tarde, de un modo menos italianizado, por el notario valenciano Gaspar Gil Polo, en la Diana enamorada, cuyos personajes son los mismos que los de la obra de Montemayor, aunque el autor se las arregla para casar a Diana con Sireno; en esta continuación, al contrario que en la obra del portugués, los versos son muy superiores a la prosa. Cabe destacar también otra continuación muy reimpresa, la Segunda parte de la Diana (Valencia: Sebastián Mey, 1564) de Alonso Pérez, así como un contrafactum a lo divino, la Clara Diana (Épila, 1580) del abad cisterciense Bartolomé Ponce.
Su Cancionero, publicado en 1554, contiene poemas religiosos y profanos. Los religiosos fueron prohibidos por la Inquisición por contener errores teológicos; los profanos, en cambio, alcanzaron gran éxito y tuvieron hasta siete ediciones diferentes antes de que acabara el siglo XVI. Entre ellos están cuatro extensas églogas en que imita a Sannazaro y Garcilaso, y algunos sonetos.
Fue también autor de obras religiosas: un Diálogo espiritual, manuscrito, dedicado a Juan III de Portugal; una Exposición moral al salmo 86, editada en Amberes en 1554; un Segundo cancionero espiritual (1558); y tres autos religiosos, que fueron representados ante el rey Felipe II. Tradujo al castellano los Cants d'amor de Ausiàs March, pero su versión fue tenida en poco por Lope de Vega, quien la censura en su obra La hermosura de Angélica.

## La Diana
La Diana o Los siete libros de Diana es una obra escrita por Jorge de Montemayor y publicada por primera vez en 1559. Está considerada como la primera novela pastoril de la literatura castellana. 

### Argumento
En la obra se relatan una serie de casos de amor que atañen a diversos personajes. La novela explica el caso de Diana, que quiere y es querida por el pastor Sireno, al mismo tiempo que es requerida por otro pastor, Silvano. La vida hace que Sireno se vea obligado a marcharse a otras tierras y cuando por fin vuelve descubre que Diana se ha casado con un tercer pastor, Delio. Diana se dará cuenta entonces de su miseria, al estar casada con un hombre que no ama y dentro de un matrimonio del que no puede escapar. A este caso se le añadirán otros contados por diferentes pastores que habitan esas tierras. La novela termina cuando todos los pastores van a la corte de Felicia y esta les hace olvidar sus pesares con agua mágica.

### Tema
El tema del amor es el tema principal de La Diana. Más concretamente, la novela contrapone dos tipos de amores: el amor pasional y el amor racional. Durante el Renacimiento, la corriente neoplatónica hizo que la mujer se idealizara y llegara a convertirse en una especie de ser divino. Era necesario huir de los impulsos primarios del hombre, la pasión y los sentidos para poder acceder a esa divinidad. La Diana defiende el amor racional, puro y casto como contrapunto a un amor pasional que siempre tiene un desenlace fatal.

### Estructura
Dedicatoria: el autor le dedica la novela al noble don Juan Castellá de Vilanova. También en la dedicatoria justifica el "stylus humilis" que usará a lo largo de la obra.
Argumento: para facilitar la lectura de la obra, Jorge de Montemayor explica al principio del libro todos los casos que se desarrollarán a continuación.
Prólogo: se exponen las características de la obra y el autor deja clara la intención moralizante de la misma.

### Características
Naturaleza: al contrario que en otras novelas y fórmulas pastoriles, el paisaje es relegado a un segundo plano en La Diana. Puede que se trate de que el autor viera un abuso del arquetipo, ya se trata de una naturaleza estereotipada e idílica, un paisaje bucólico que se repite sin posibilidad de cambio.
Estatismo: se trata de una novela principalmente descriptiva e introspectiva. El amor es el único motor argumental. El ritmo de la novela por tanto es lento. 
Recepción del público.
El éxito de la novela fue inmediato y La Diana sirvió de fuente de inspiración a numerosos escritores posteriores. El caso más relevante seguramente sea el de La Diana enamorada de Gil Polo.

## Ediciones
- Los siete libros de la Diana, edición, prólogo y notas de Francisco López Estrada. Madrid, Espasa-Calpe, 1954.
- Los siete libros de la Diana, edición de Enrique Moreno Báez. Madrid, Editora Nacional, 1976.
- La Diana, edición, prólogo y notas de Juan Montero. Barcelona, Crítica, 1996.
- Los siete libros de la Diana, edición, introducción y notas de Miguel Teijeiro Fuentes. Barcelona, PPU, 1991.